# P K Rosy
PK Rosy (10 de febrero de 1903-1988) fue una actriz india del cine malayalam. Es la primera actriz del cine malayalam. Protagonizó la película de JC Daniel Vigathakumaran, por la que fue blanco de una turba enfurecida a causa de su casta.

## Primeros años de vida
Nació como Rajamma, el 10 de febrero de 1903 en Nandankode Trivandrum en el seno de una familia cristiana Pulaya. El padre de Rosy, Poulose, era el cocinero del misionero extranjero Parker de la iglesia LMS. Su padre murió cuando ella era joven dejando a su familia en la pobreza. También acudía con regularidad a la escuela local de artes escénicas para estudiar Kakkarissi Natakam.
El amor de Rosy por la actuación parece haber superado las preocupaciones que pudo haber tenido sobre cómo la llamarían los elementos de la sociedad.
Sobre el origen de su nombre "Rosy", muchos afirman que su familia se convirtió al cristianismo y cambió su nombre de Rajamma a Rosamma. Rosy y su marido no revelaron su pasado a nadie. Sus hijos, aunque conocen algunos detalles, viven ahora como nairs (la casta de su padre).

## Carrera
Hacia 1928, interpretó Kakkirasi, canciones de cosecha y canciones populares formadas bajo la asociación de artistas llamada "Cheramar Kalavedi", que se convirtió en un campo de entrenamiento para entrar en el Templo del arte. La compañía de teatro Kakkarasi y la compañía de teatro Rajah Party compitieron entre sí por Rosamma, esta competición realzó el valor de estrella de la actriz Rosamma. A partir de ahí, se convirtió en la heroína de la película de JC Daniel, después de que su primera heroína resultara inadecuada para el papel. En la película interpretó el personaje de Sarojini, una mujer nair.
Cuando se estrenó Vigathukumaran, los miembros de la comunidad nair se enfurecieron al ver a una mujer dalit interpretando a una nair. Muchos miembros eminentes de la industria cinematográfica de la época se negaron a participar en la inauguración del estreno de Vigathakumaran si Rosy iba a estar físicamente presente allí, incluido el famoso abogado Madhoor Govindan Pillai. Tras una escena en la que la protagonista besaba una flor, el público comenzó a lanzar piedras a la pantalla. El propio director, Daniel, no la invitó al estreno en el teatro Capitol de Thiruvananthapuram, temiendo una reacción violenta, pero Rosy asistió de todos modos, aunque los boicoteadores la obligaron a ver un segundo pase. La multitud se transformó en una turba furiosa que rompió la pantalla y causó daños en el teatro. Finalmente, Rosy tuvo que huir.

## Legado
En 2013, Kamal dirigió una película biográfica sobre JC Daniel. La película se basa parcialmente en la novela Nashta Naayika, de Vinu Abraham, y también trata de la vida de Rosy. La recién llegada Chandni Geetha la interpretó. También se han realizado otras dos películas sobre su vida: The Lost Child e Ithu Rosiyude Katha (Esta es la historia de Rosy). El Colectivo de Mujeres en el Cine "WCC", que se esfuerza por mejorar el espacio de trabajo de las mujeres en el cine, creó la Sociedad Cinematográfica en Homenaje a P K Rosy. El Ministro de Cine, Thiruvanchoor Radhakrishnan, inauguró la P K Rosy Smaraka Samithi en el Club de Prensa.
El 10 de febrero de 2023, Google honró a Rosy con un doodle con motivo de su 120 cumpleaños.